# Europese kampioenschappen judo 1984 (mannen)
De Europese kampioenschappen judo 1984 werden van 3 tot en met 6 mei 1984 gehouden in Luik, België. 

## Resultaten
| Gewichtsklasse | Goud                      | Zilver              | Brons                                |
| -------------- | ------------------------- | ------------------- | ------------------------------------ |
| – 60 kg        | Khazret Tletseri          | Felice Mariani      | Patrick Roux Carlos Sotillo Martínez |
| – 65 kg        | Marc Alexandre            | Jaroslaw Kříž       | Luc Chanson Stephen Gawthorpe        |
| – 71 kg        | Tamas Namgalauri          | Serge Dyot          | István Nagy Joaquín Ruiz             |
| – 78 kg        | Neil Adams                | Dénes Fogarasi      | Michel Nowak Juri Merkulov           |
| – 86 kg        | Vitali Pesniak            | Roland Borawski     | Peter Seisenbacher Ben Spijkers      |
| – 95 kg        | Günther Neureuther        | Robert Van de Walle | Robert Köstenberger Roger Vachon     |
| + 95 kg        | Alexander von der Groeben | Dietmar Pufahl      | Vladimír Kocman Willy Wilhelm        |
| Open           | Angelo Parisi             | Grigori Verichev    | Mihai Cioc Robert Van de Walle       |

## Medailleklassement
| Plaats | Land                           | Goud | Zilver | Brons | Totaal |
| 1      | Sovjet-Unie                    | 3    | 1      | 1     | 5      |
| 2      | Frankrijk                      | 2    | 1      | 3     | 6      |
| 3      | Bondsrepubliek Duitsland       | 2    | –      | –     | 2      |
| 4      | Verenigd Koninkrijk            | 1    | –      | 1     | 2      |
| 5      | Duitse Democratische Republiek | –    | 2      | –     | 2      |
| 6      | Tsjecho-Slowakije              | –    | 1      | 1     | 2      |
| 6      | België                         | –    | 1      | 1     | 2      |
| 8      | Italië                         | –    | 1      | –     | 1      |
| 8      | Hongarije                      | –    | 1      | –     | 1      |
| 10     | Spanje                         | –    | –      | 2     | 2      |
| 10     | Roemenië                       | –    | –      | 2     | 2      |
| 10     | Oostenrijk                     | –    | –      | 2     | 2      |
| 10     | Nederland                      | –    | –      | 2     | 2      |
| 14     | Zwitserland                    | –    | –      | 1     | 1      |
|        | Totaal                         | 8    | 8      | 16    | 32     |